# Cisticola anonymus

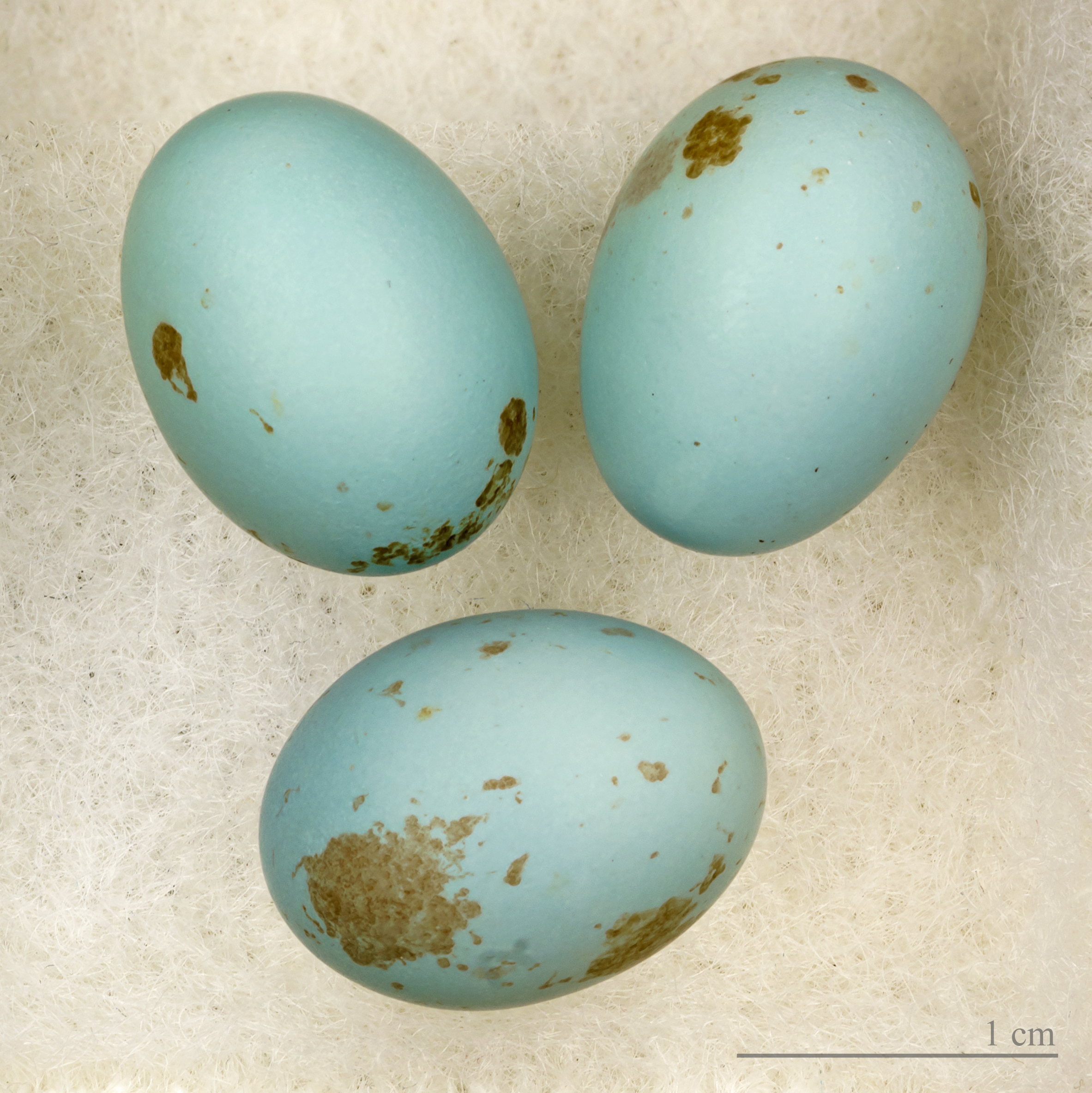
Huevos de Cisticola anonymus en el MHNT

El cistícola charlatán (Cisticola anonymus) es una especie de ave paseriforme de la familia Cisticolidae que vive principalmente en África Central.

## Distribución y hábitat
Se extiende principalmente por África central, aunque también ocupa parte de África occidental y el noroeste de África austral, distribuido por Angola, Camerún, República Centroafricana, República del Congo, República Democrática del Congo, Guinea Ecuatorial, Gabón, Nigeria, y Sierra Leona. Su hábitat natural son las sabanas y los pantanos.